# 김용만 (희극인)
김용만(金龍萬, 1967년 11월 30일 ~ )은 대한민국의 개그맨 출신 MC이다.

## 학력
- 서울묵동초등학교 졸업(1980)
- 중랑중학교 졸업(1983)
- 경희고등학교 졸업(1986)
- 서울예술대학교 방송연예학과 전문학사
- 성균관대학교 연기예술학과 학사

## 활동
1986년 연극배우 첫 데뷔하였으며, 이후 1991년 KBS 대학개그제에서 양원경과 함께 대상을 수상하며 정식 데뷔하였다. 호빵맨, 화려한 골반이라는 별명을 가지고 있다. 한때 김국진과 콤비를 이루며 이후에 데뷔한 서경석, 이윤석과 함께 1990년대 최고의 명콤비로 인기를 얻었다. 콤비로 활동했던 김국진에 비해 인기를 얻지 못하다가 2002년부터 2005년까지 방송한 《일요일 일요일 밤에 - 브레인 서바이버》 MC로 인기의 최고점을 찍었다. 《일요일 일요일 밤에》〈건강보감〉, 〈대단한 도전〉, 이경규 김용만의 라인업 등에서 이경규와 콤비를 이뤄 난투극 연출로 많은 웃음을 줬다.

## 출연작
텔레비전
| 매체     | 채널     | 프로그램                        | 역할                    |
| -------- | -------- | ------------------------------- | ----------------------- |
| 지상파   | KBS      | 《한바탕 웃음으로》             |                         |
| 지상파   | KBS      | 《전원집합 토요대행진》         | 공동 진행               |
| 지상파   | KBS      | 《가족오락관》                  | 게스트                  |
| 지상파   | KBS      | 《오키도키쇼》                  |                         |
| 지상파   | KBS      | 《퀴즈탐험 신비의 세계》        | 게스트(1994년 12월 2일) |
| 지상파   | KBS      | 《김용만 박수홍의 특별한 선물》 | 게스트(1994년 12월 2일) |
| 지상파   | KBS      | 《비타민》                      | 공동 진행               |
| 지상파   | KBS      | 《이야기쇼 두드림》             | 공동 진행               |
| 지상파   | MBC      | 《도전 추리특급》               | 공동 진행               |
| 지상파   | MBC      | 《토요일 토요일은 즐거워》      |                         |
| 지상파   | MBC      | 《21세기 위원회》               |                         |
| 지상파   | MBC      | 《칭찬합시다》                  |                         |
| 지상파   | MBC      | 《목표달성! 토요일》            |                         |
| 지상파   | MBC      | 《느낌표》                      | 공동 진행               |
| 지상파   | MBC      | 《느낌표》                      |                         |
| 지상파   | MBC      | 《느낌표》                      |                         |
| 지상파   | MBC      | 《일요일 일요일 밤에》          |                         |
| 지상파   | MBC      |                                 |                         |
| 지상파   | MBC      |                                 |                         |
| 지상파   | MBC      |                                 |                         |
| 지상파   | MBC      |                                 |                         |
| 지상파   | MBC      |                                 |                         |
| 지상파   | MBC      |                                 |                         |
| 지상파   | MBC      |                                 |                         |
| 지상파   | MBC      |                                 |                         |
| 지상파   | MBC      |                                 |                         |
| 지상파   | MBC      |                                 |                         |
| 지상파   | MBC      |                                 |                         |
| 지상파   | MBC      | 공동 진행                       |                         |
| 지상파   | MBC      |                                 |                         |
| 지상파   | MBC      | 《우리들의 일밤》               | 공동 진행               |
| 지상파   | MBC      | 《논스톱 5》                    |                         |
| 지상파   | MBC      | 《갠지스 - 황금대륙의 유혹》    | 해설                    |
| 지상파   | MBC      | 《내 딸의 남자》                | 진행자                  |
| 지상파   | MBC      | 《청춘 버라이어티 꽃다발》      | 공동 진행               |
| 지상파   | MBC      | 《신비한TV 서프라이즈》         | 공동 진행               |
| 지상파   | MBC      | 《섹션TV 연예통신》             | 공동 진행               |
| 지상파   | MBC      | 《판결의 온도》                 | 공동 진행               |
| 지상파   | SBS      | 《김용만 신동엽의 즐겨찾기》    |                         |
| 지상파   | SBS      | 《이경규 김용만의 라인업》      | 공동 진행               |
| 지상파   | SBS      | 《김용만의 TV종합병원》         | 진행자                  |
| 지상파   | SBS      | 《작렬 정신통일》               | 공동 진행               |
| 지상파   | SBS      | 《TV로펌 솔로몬》               |                         |
| 지상파   | SBS      | 《재미있는 퀴즈클럽》           |                         |
| 지상파   | SBS      | 《미스터리 특공대》             |                         |
| 지상파   | SBS      | 《요! 주의사항》                | 진행                    |
| 지상파   | SBS      | 《세대공감 1억 퀴즈쇼》         | 진행자                  |
| 지상파   | SBS      | 《스타부부쇼 자기야》           | 공동 진행               |
| 유료방송 | 코미디TV | 《이경규 김용만의 골프쇼》      |                         |
| 유료방송 | 코미디TV | 《공포의 타이틀 매치》          |                         |
| 유료방송 | O tvN    | 《쓸모있는 남자들》             | 공동 진행               |
| 유료방송 | O tvN    | 《주말엔 숲으로》               |                         |
| 유료방송 | MBN      | 《오시면 좋으리》               | 공동 진행               |
| 유료방송 | MBN      | 《사랑해》                      | 진행자                  |
| 유료방송 | MBN      | 《고수의 비법 황금알》          | 진행자                  |
| 유료방송 | tvN      | 《렛미홈》                      | 공동 진행               |
| 유료방송 | tvN      | 《우리들의 인생학교》           |                         |
| 종합편성 | JTBC     | 《닥터의 승부》                 | 공동 진행               |
| 종합편성 | JTBC     | 《뭉쳐야 뜬다》                 | 공동 진행               |
| 종합편성 | JTBC     | 《전설체전》                    | 연예부 출연             |
| 종합편성 | TV조선   | 《며느리 모시기》               |                         |
| 종합편성 | TV조선   | 《사랑은 아무나 하나》          |                         |

## 방송출연
- 2012년 YTN 《뉴스N이슈》 이슈&피플 출연
- 2018년 KBS1 《TV는 사랑을 싣고》 공동 MC 진행
- 2018년 MBC every1 《대한외국인》 MC 진행
- 2018년 KBS2 《옥탑방의 문제아들》공동MC
- 2019년~ 현재 JTBC 《뭉쳐야 찬다》
- 2020년 MBN 《트로트퀸》 MC 진행
- 2021년 채널A 《요즘 육아 금쪽같은 내새끼》 스페셜 MC
- 2022년 TV조선 《여행의 맛》
- 2023년 MBC every1 《시골경찰리턴즈》고정출연

## 광고
- 1992년 해태제과 끄레뻬
- 1997년 대웅제약 베아제
- 1999년 LX하우시스 깔끄미
- 1999년 김포 청송마을 현대아파트
- 1999년 농심 신라면
- 1999년 나래이동통신 나래 옐로우페이지
- 1999년 대교 눈높이교육
- 2001년 롯데푸드 찰떡궁합
- 2001년 남양유업 아인슈타인 베이비 편
- 2004년 남양유업 이오
- 2004년 제일약품 케펜텍
- 2004년 삼립식품 삼립호빵
- 2004년 한국존슨앤드존슨 존슨즈베이비소프트워시
- 2005년 LG전자 싸이언
- 2006년 ING생명

## 홍보대사
- 2001년 퓨처러쉬 홍보사절
- 2003년 희망지킴이천사운동본부 명예 홍보대사
- 2003년 문화관광부 청소년 책읽기 홍보대사
- 2003년 제주민족평화축전 명예 홍보대사
- 2003년 북마리아나제도 관광청 홍보대사
- 2004년 포천시 홍보대사
- 2004년 한국혈액암협회 홍보대사
- 2004년 교육인적자원부 사랑의 PC 보내기 홍보대사
- 2004년 한민족복지재단 홍보대사
- 2004년 어린이 안전사고 Zero Vision 위원회 홍보대사
- 2005년 마포세무서 일일명예민원봉사실장
- 2005년 서울시 상수도사업본부 아리수 홍보대사
- 2005년 서울시 청사랑 홍보대사
- 2005년 서울 사회복지공동모금회 홍보대사
- 2006년 테일러메이드 홍보대사
- 2007년 2014평창동계올림픽 유치위원회 명예 홍보대사
- 2008년 2008 서울국제 e스포츠페스티벌 홍보사절
- 2008년 문화체육관광부 2008 천안 전국아마추어 e스포츠대회 홍보대사
- 2009년 한글문화연대 홍보대사
- 2009년 광주디자인비엔날레 홍보대사
- 2010년 보건복지부 제23회 세계금연의 날 금연멘토

## 수상 내역
| 년도   | 수상 내역                                           |
| ------ | --------------------------------------------------- |
| 1991년 | 제1회 KBS 대학개그제 대상                           |
| 1996년 | MBC 코미디대상 MC부문 특별상                        |
| 1998년 | MBC 코미디대상 우수상                               |
| 1999년 | 제11회 한국방송프로듀서상 진행자부문 출연자상       |
| 1999년 | MBC 코미디대상 최우수상                             |
| 2000년 | MBC 코미디대상 대상                                 |
| 2001년 | 제37회 백상예술대상 TV부문 남자 코미디연기상        |
| 2002년 | MBC 방송연예대상 대상                               |
| 2003년 | MBC 방송연예대상 쇼 버라이어티부문 최우수상         |
| 2003년 | MBC 방송연예대상 대상                               |
| 2004년 | MBC 방송연예대상 시청자들이 뽑은 인기상             |
| 2004년 | MBC 방송연예대상 쇼 버라이어티부문 최우수상         |
| 2005년 | MBC 방송연예대상 PD상                               |
| 2006년 | 서울시장상 표창                                     |
| 2007년 | MBC 방송연예대상 PD상                               |
| 2008년 | 이웃돕기유공자포상식 국무총리표창                   |
| 2009년 | SBS 연예대상 최우수 MC상                            |
| 2010년 | SBS 연예대상 예능10대스타상                         |
| 2019년 | KBS 연예대상 베스트 챌린지상 (옥탑방의 문제아들 팀) |

## 사건
2008년 1월부터 2011년 5월까지 속칭 ‘맞대기’ 도박과 인터넷 사설 스포츠토토에 13억 3500만원의 판돈을 걸고 도박한 혐의로 2013년 3월 20일 검찰에 조사를 받아 출연하고 있는 방송을 모두 하차하였고, 2013년 4월 9일 상습도박 혐의로 불구속 기소되었다. 그 뒤 2013년 5월 7일, 징역 1년이 구형됐다. 2013년 6월 27일에는 징역 8개월에 집행유예 2년이 선고됐다.

## 같이 보기
- 조형기
- 이경규
- 유재석
- 신동엽
- 남희석
- 김제동
- 지석진
- 김수용
- 김국진
- 이윤석
- 서경석
- 조혜련
- 표영호
- 박명수
- 송은이
- 박수홍
- 윤정수
- 김숙
- 김원희
- 정형돈
- 민경훈
- 김구라
- 김영희 (연출가)
- 김성주
- 안정환